# Léguer
De Léguer (Bretons Leger) is een korte rivier in het departement Côtes-d'Armor in Bretagne in Frankrijk. Hij ontspringt in de gemeente Maël-Pestivien in het veen en vloeit bij Lannion in Het Kanaal via een estuarium van 9 km. Door de getijdenwerking varieert het waterpeil in het centrum van Lannion meerdere meters. Zijn totale lengte is 58,1 km.
De vallei van de Léguer behoort tot het Natura 2000-netwerk. Het is een habitatrichtlijngebied, genaamd "Rivière Leguer, forêts de Beffou, Coat an Noz et Coat an Hay." Met name de Atlantische zalm en de Europese otter komen er nog voor.
De voornaamste zijrivier is de Guic, die in Belle-Isle-en-Terre samenvloeit met de Léguer.

## Plaatsen langs de rivier
- Pont-Melvez
- Loc-Envel
- Belle-Isle-en-Terre (vormt grens met Louargat)
- Trégrom (vormt grens met Le Vieux-Marché)
- Pluzunet (idem)
- Tonquédec (vormt grens met Ploubezre)
- Lannion (met ten zuiden Ploulec'h en Ploumilliau).

- Bibliothèque nationale de France: cb15003001x (data)
- Système universitaire de documentation: 092140386
- Virtual International Authority File: 29148570446224310146